# Herpolirion novae-zelandiae
Herpolirion es un género monotípico de plantas bulbosas perteneciente a la familia Xanthorrhoeaceae. Su única especie: Herpolirion novae-zelandiae Hook.f. es originaria de Australia y Nueva Zelanda.

## Descripción
Es una planta herbácea cespitosa que forma esteras de 2 o más metros de diámetro con rizomas delgados, rastreros de 1-3 cm de largo y 1-2 mm de diámetro. Las hojas, por lo general, con cinco por tallo, lineales de 6 cm de largo, a veces hasta 11 cm de largo, y 1.5-4 mm de ancho, subcarnosa, a veces glaucas, dobladas longitudinalmente. El fruto es una cápsula globosa, de 3-5 mm de largo, y 4 mm de diámetro. Las semillas son aplanadas, ovoides a oblongas de 2-3 mm de largo.

## Sinonimia
- Herpolirion tasmaniae Hook.f., Fl. Nov.-Zel. 1: 258 (1853).[1]